# Bako
Bako – miasto w Etiopii, w regionie Oromia.